# Schladen-Werla
Schladen-Werla is een Duitse eenheidsgemeente in de deelstaat Nedersaksen en valt bestuurlijk onder de Landkreis Wolfenbüttel. De gemeente heeft een oppervlakte van 73,85 km² en telt rond 9.000 inwoners (stand 31 dec. 2012).

## Geschiedenis
De gemeente Schladen-Werla ontstond op 1 november 2013 uit een fusie van de stad Hornburg en de gemeenten Gielde, Schladen en Werlaburgdorf. De Samtgemeinde Schladen, waarin de vier gemeenten tot dan toe samenwerkten, werd op dezelfde dag opgeheven. Achtergrond van deze fusie was de bevolkingsafname en de zwakke financiële positie van de individuele gemeenten.

## Indeling
Ortsteilen van de gemeenten Schladen-Werla zijn Altenrode, Beuchte, Gielde, Hornburg, Isingerode, kernplaats en bestuurlijk centrum Schladen, Tempelhof, Wehre en Werlaburgdorf.